# Черношина
Черношина (словац. Černošina) — річка в Словаччині, права притока Топлі, протікає в окрузі Бардіїв.
Довжина — 12 км. Витік знаходиться в масиві Ондавська височина — на висоті 440 метрів. Протікає територією сіл Вишня Воля; Нижня Воля; Ольшавці; Кохановці і Гаргай.
Впадає у Топлю на висоті 192 метри.